# Tommaso d'Aquino (film)
Tommaso d'Aquino è un film per la televisione del 1975 diretto da Leandro Castellani.

## Trama
Un gruppo di giovani, accompagnati da una guida turistica e da una guida domenicana, visitano i luoghi dove visse il teologo Tommaso d'Aquino, ripercorrendo gli eventi della sua vita e riflettendo sulle caratteristiche del suo pensiero.

## Critica
Commenta il Dizionario della TV di Giorgio Carbone e Leo Pasqua: «un Leandro Castellani non in formissima fa la biografia di un personaggio abbastanza ostico per lo schermo».